# Jan Nepomucen Żyliński

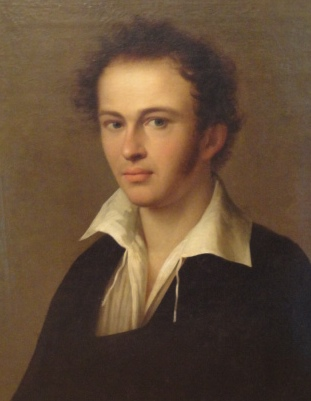
Portret nieznanego mężczyzny

Jan Nepomucen Żyliński (ok. 1790-1838) – polski malarz i stypendysta Stanisława Kostki Potockiego. 
W 1816 roku wyjechał do Włoch na studia ufundowane przez Potockiego. Spotkał się tam z malarzem z Krakowa Wojciechem Kornelim Stattlerem, który w swoich pamiętnikach określił Żylińskiego jako "malarza dziwaka, ale o wielkich zdolnościach". Żyliński zbliżył się do arystokracji polskiej przebywającej wówczas we Włoszech. Z tamtego okresu zachowała się część korespondencji z Zamoyskim. Artysta zajmował się głównie kopiowaniem. W 1822 roku Żyliński wrócił do kraju, gdzie zajmował się malowaniem, kopiowaniem i konserwacją obrazów. Wiadomo, że około 1826 roku zajmował się przede wszystkim rysunkiem i litografią. W zbiorach Biblioteki Narodowej w Warszawie zachowały się prace artysty związane z Zamoyskimi. Żyliński wykonał wiele portretów różnych osobistości historycznych w tym czołowych przywódców powstania listopadowego (m.in. Wysockiego, Nabielaka). W połowie lat trzydziestych XIX wieku zanikają wzmianki o artyście.